# Jem i Hologramy (film)
Jem i Hologramy (ang. Jem and the Holograms) – amerykański muzyczny, film fantastycznonaukowy z 2015 roku powstały na podstawie serialu animowanego o tym samym tytule.

## Obsada
- Aubrey Peeples - Jerrica "Jem" Benton
  - Isabella Rice - młoda Jerrica
- Stefanie Scott - Kimber Benton
- Hayley Kiyoko - Aja
- Aurora Perrineau - Shana
  - Wynter Perrineau - młoda Shana
- Juliette Lewis - Erica Raymond
- Ryan Guzman - Rio Raymond

## Odbiór

### Box office
Budżet filmu jest szacowany na 5 milionów dolarów. W Stanach Zjednoczonych film zarobił ponad 1.4 mln USD. W innych krajach zyski wyniosły ponad 100 tysięcy, a łączny zysk ponad 2.3 mln dolarów.

### Krytyka w mediach
Film spotkał się z bardzo negatywną reakcją krytyków. W serwisie Rotten Tomatoes 20% z 76 recenzji jest pozytywne, a średnia ocen wyniosła 3.7/10. Na portalu Metacritic średnia ocen z 16 recenzji wyniosła 42 punktów na 100.